# Ноус, Отто
Отто Йеттман (швед. Otto Jettman, более известный как Отто Ноус (англ. Otto Knows; род. 6 мая 1989) — шведский диджей и музыкальный продюсер, имеющий ряд хитов в Швеции, Бельгии и Нидерландах. Отто Ноус сотрудничал с такими артистами, как Авичи, Себастьян Ингроссо, Алессо и др.

## Музыкальная карьера
В 2012 году Отто выпускает трек Million Voices на лейбле своего соотечественника Себастиана Ингроссо. Трек достаточно быстро становится хитом и получает большую поддержку от звезд электронной танцевальной сцены. Затем последовал не менее успешный ремикс на трек "Lies" от английского диджея и продюсера Burns. Ремикс достиг 4й строчки в основном чарте цифрового магазина электронной музыки Beatport.
В 2013 году Ноус стал соавтором и сопродюсером песни «Work Bitch» из восьмого студийного альбома Бритни Спирс.

## Дискография

### Синглы
- Otto Knows, Tim Berg, Oliver Ingrosso — Loopede (Stealth Records, 2010)
- Otto Knows — Million Voices (Refune Records, 2012)
- Otto Knows — Parachute (Refune Records, 2014)
- Otto Knows — Next to Me (Disconap AB, 2015)
- Otto Knows feat. Lindsey Stirling & Alex Aris — Dying For You (2016)
- Otto Knows feat. Avicii — Back Where I Belong (Warner Music, 2016)
- Otto Knows — Not Alone (Warner Music, 2016)
- Otto Knows — With You (2017)

### Ремиксы
- Imogen Heap — «Hide and Seek» (Otto Knows Bootleg Remix)
- ATB — «Twisted Love» (Otto Knows Remix)
- Dada Life — «Kick Out the Epic Motherfucker» (Otto Knows Remix)
- Don Diablo — «Starlight (Could You Be Mine)» (Otto Knows Remix)
- Burns — «Lies» (Otto Knows Remix)
- Håkan Hellström – Din Tid Kommer (Otto Knows Remix)